# Lactalis
Lactalis är ett multinationellt mejeriföretag, med huvudkontoret i Laval i Frankrike. Företaget ägs av familjen Besnier och grundades 1933 av André Besnier.
Lactalis har 52 000 anställda och var världens 15:e största livsmedelskoncern år 2011.
Lactalis äger sedan 2012 Skånemejerier.